# メータス・オーパッイアムカジョーン
メータス・オーパッイアムカジョーン（タイ語: เมธัส โอภาสเอี่ยมขจร、英語: Metas Opas-iamkajorn、2006年2月17日 - ）は、ミック（タイ語: มิค、英語: Mick）という愛称で知られるタイの俳優。兄に同じく俳優のウィンがいる。

## 人物
2006年2月17日（金曜日）にタイバンコクに4人兄弟の末っ子として生まれる。兄の他に姉が2人いる。
チュラロンコン大学デモンストレーションスクールに通い、2022年8月より約10か月間、カナダに交換留学した。現在はタマサート大学に在学中。

## 経歴
2021年15歳でGMMTVと契約。2021年12月に開催された「GMMTV 2022 : BORDERLESS」でドラマ『You Fight, and I Love』に出演予定であることが発表されたが、後に制作の中止が発表された。
2022年8月より放送された『GOOD OLD DAYS』にピート役で出演し、これがデビュー作となった。2025年放送のBLドラマ『Boys in Love』にて初主演を果たした。

## フィルモグラフィー

### ドラマ
| 年   | 題名          | 役名         | 備考  |
| ---- | ------------- | ------------ | ----- |
| 2022 | GOOD OLD DAYS | ピート       | [ 2 ] |
| 2024 | Beauty Newbie | ガイ(幼い頃) |       |
| 2025 | Boys in Love  | シェーン     | 主演  |

## ディスコグラフィー
| 年   | タイトル               | アーティスト             | 備考                   |
| ---- | ---------------------- | ------------------------ | ---------------------- |
| 2025 | เติมเต็ม (MISSING PIECE) | Luke Peemsan, Mick Metas | 「Boys in Love」主題歌 |